# 1427 Рувума
1427 Рувума (1427 Ruvuma) — астероїд головного поясу, відкритий 16 травня 1937 року.
Тіссеранів параметр щодо Юпітера — 3,294.
Назва від "Рувуми" (Ровума) — ріки в Східній Африці.